# Cola Minis
Nicolaas "Cola" Theodorus Jean Pierre Minis (geb. 9 december 1912 in Heerlen, Nederland; † 12 april 1988 in Amsterdam, Nederland) was een Nederlandse germanist en mediëvist .

## Loopbaan
Nicolaas "Cola" Minis, zoon van Ida van Kan en Johannes Hubertus Antonius Minis, houtkoper bij de staatskolenmijnen, werd in 1912 in Limburg geboren tijdens de regeerperiode van koningin Wilhelmina. Zijn jeugd werd overschaduwd door de Eerste Wereldoorlog. Over zijn jeugd is weinig bekend. In 1934 studeerde hij af aan het gemeentelijk gymnasium te Maastricht. De laatste jaren van zijn schooltijd werden overschaduwd door de wereldwijde economische crisis. Van 1934 tot 1940 studeerde hij Germanistiek aan de Katholieke Universiteit Nijmegen. Zijn bijvakken in deze tijd waren psychologie en Middeleeuwse geschiedenis. In 1938 behaalde hij zijn diploma (kandidaatsexamen) en in 1940 voltooide hij zijn proefschrift (doctoraalexamen).
Tijdens de Duitse bezetting in de Tweede Wereldoorlog was hij van 1940 tot 1945 leraar Duits in Sittard. Gedurende deze tijd trouwde hij in 1941 met Marie-Thérèse Josephine Bernardine Hendrix. Van 1945 tot 1956 was hij leraar Duits in Rotterdam. Gedurende deze tijd promoveerde hij in Luik in 1946. Hij schreef een proefschrift over de Roman d'Énéas van Heinrich von Veldeke. Van 1956 tot 1958 was hij docent aan de lerarenopleiding van de Katholieke Leergangen in Tilburg en van 1958 tot 1960 docent aan de Philipps-Universiteit te Marburg . Daarna was hij van 1960 tot 1963 hoogleraar Oudere Duitse letterkunde aan de Universiteit Gent en van 1963 tot 1983 buitengewoon hoogleraar Oudere Duitse letterkunde, vanaf 1969 voor het Gotisch en Oudgermaanse taal- en letterkunde aan de Universiteit van Amsterdam. Van 1965 tot het wintersemester van 1966/1967 was hij plaatsvervangend voorzitter aan de Rheinische Friedrich-Wilhelms-Universität Bonn en bekleedde daar van 1976 tot 1978 een gasthoogleraarschap. Hij was ook werkzaam als gastdocent aan de universiteit van Salzburg en was corresponderend lid van het Instituut voor de Duitse taal (IDS) in Mannheim. In 1983 ging hij met pensioen.
Cola Minis staat bekend om zijn citaat: "Sprachgeschichte ist im Grunde die schwärzeste aller schwarzen Künste, das einzige Mittel die Geister verschwundener Jahrhunderte zu beschwören. Mit der Sprachgeschichte reicht man am weitesten zurück ins Geheimnis: Mensch", in het Nederlands vertaald als "Taalgeschiedenis is in principe de duisterste van alle duistere kunsten, het enige middel om de geesten van verstreken eeuwen op te roepen. Met taalgeschiedenis reikt men het verst terug in het geheim: mensheid."

## Onderzoeks- en onderwijsfocus
- Oudhoogduitse en Middelhoogduitse literatuur en taalkunde
- Gotisch
- Oudfranse literatuur